# Dietrich von Stein
Freiherr Dietrich Carl August von Stein zu Nordheim und Ostheim (* 14. Mai 1793 in Völkershausen, Herzogtum Sachsen-Meiningen; † 3. Dezember 1867 in Meiningen) war ein deutscher Politiker in Sachsen-Coburg.

## Familie
Als Sohn des Sachsen-Weimarer Kammerherrn und Burgmannes zu Friedberg Julius Wilhelm Freiherr von Stein zu Nord- und Ostheim (1770–1816) und der Gräfin Amalie geb. Bachoff von Echt (1766–1810) kam Dietrich Frhr. v. Stein auf dem Stammgut der Familie in Völkershausen zur Welt. Er war seit dem 4. Oktober 1815 mit seiner Cousine Henriette Freiin von Günderrode (1793–1869) verheiratet. Aus dieser Ehe gingen zehn Kinder hervor, vier Söhne und sechs Töchter.

## Beruf und Politik
Stein studierte Forstwissenschaft zunächst an der Forstschule Zillbach, dann an der Forstlehranstalt Tharandt. Danach immatrikulierte er sich an der Ruprecht-Karls-Universität Heidelberg. 1812/13 war er eines von elf bekannten Mitgliedern des Corps Saxonia Heidelberg. In den Befreiungskriegen trat er 1814 als Kriegsfreiwilliger in das Würzburger Freiwillige Jägerbataillon und nahm am Feldzug gegen Frankreich teil. Aus dem Kriege zurückgekehrt, übernahm er schon bald nach dem 1816 erfolgtem Tod seines Vaters die Verwaltung des umfangreichen Besitzes. Kurz danach betätigte er sich auch politisch. So nahm er 1818 das Studium der Kameralistik in Jena auf, wo er Mitglied der Urburschenschaft wurde. 1818 wurde er zum ritterschaftlichen Deputierten in den Landständen von Sachsen-Hildburghausen gewählt, eine Tätigkeit, die er bis 1824 und seit 1822 als Landschaftsdirektor ausübte. 1845/25 war er Landmarschall des Meininger Landtages von Sachsen-Meiningen. Danach wechselte er in den unmittelbaren Staatsdienst und wurde Beamter in den sächsischen Herzogtümern. Zunächst war er im sachsen-meiningischen Dienst als Geheimer Rat von 1825 bis 1831, dann trat er in sachsen-coburgische Dienste, wurde auch dort Geheimer Rat, Regierungspräsident und Obersteuerdirektor in Gotha (1835–1846). 1846 wurde er sachsen-coburgischer Staatsminister (bis 1849). 1849 wurde er schließlich Bevollmächtigter seines Herzogs in Frankfurt bei der Deutschen Zentralregierung. 1850 gehörte er dem Staatenhaus des Erfurter Unionsparlaments an.
Von Stein war auch während seiner unterschiedlichen Beamtenpositionen ein liberaler, politisch denkender Mensch. Bereits 1824 hatte er die erste landständische Verfassung für Sachsen-Meiningen (das Grundgesetz über die landschaftliche Verfassung des Herzogtums Sachsen-Coburg-Meiningen) ausgearbeitet. Danach hatte er an der handelspolitischen Einigung Deutschlands 1828–1830 mitgewirkt, die schließlich zur Gründung des Deutschen Zollvereins unter Preußens Führung führte. Später ordnete er die Staatsverwaltung des Herzogtums Sachsen-Coburg und Gotha und führte das Land nach liberalen Prinzipien durch die Deutsche Revolution 1848/1849. Gesamtpolitisch trat er für eine kleindeutsche Lösung der deutschen Frage ein. Sein Wahlspruch war:

„Mit Preußen deutsch, ohne Preußen preußisch!“

Stein war Rechtsritter des Johanniterordens und Mitglied der Ganerbschaft des Hauses Alten Limpurg in Frankfurt am Main. Er starb mit 74 Jahren und wurde in Völkershausen beigesetzt.

## Auszeichnungen
- Großkreuz des Herzoglich Sachsen-Ernestinischen Hausordens
- Kommandeur des hannoverischen Guelphen-Ordens (1829)
- Orden vom Zähringer Löwen
- Leopoldsorden (Belgien)
- Wirkl. Geh. Rat